# 小行星5554
小行星5554（英語：5554 Keesey）是一颗围绕太阳公转的小行星。1985年10月15日，愛德華·鮑威爾在可可尼诺县发现了此天体。
这颗小行星的绝对星等为73.30082等。